# Lauf an der Pegnitz
Lauf an der Pegnitz (ⓘ, amtlich Lauf a.d.Pegnitz, fränkisch Laff an der Bengadz) ist Sitz des Landratsamtes des mittelfränkischen Landkreises Nürnberger Land und zählt etwa 26.500 Einwohner. Die Stadt befindet sich rund 17 Kilometer östlich von Nürnberg und ist Teil der Metropolregion Nürnberg.

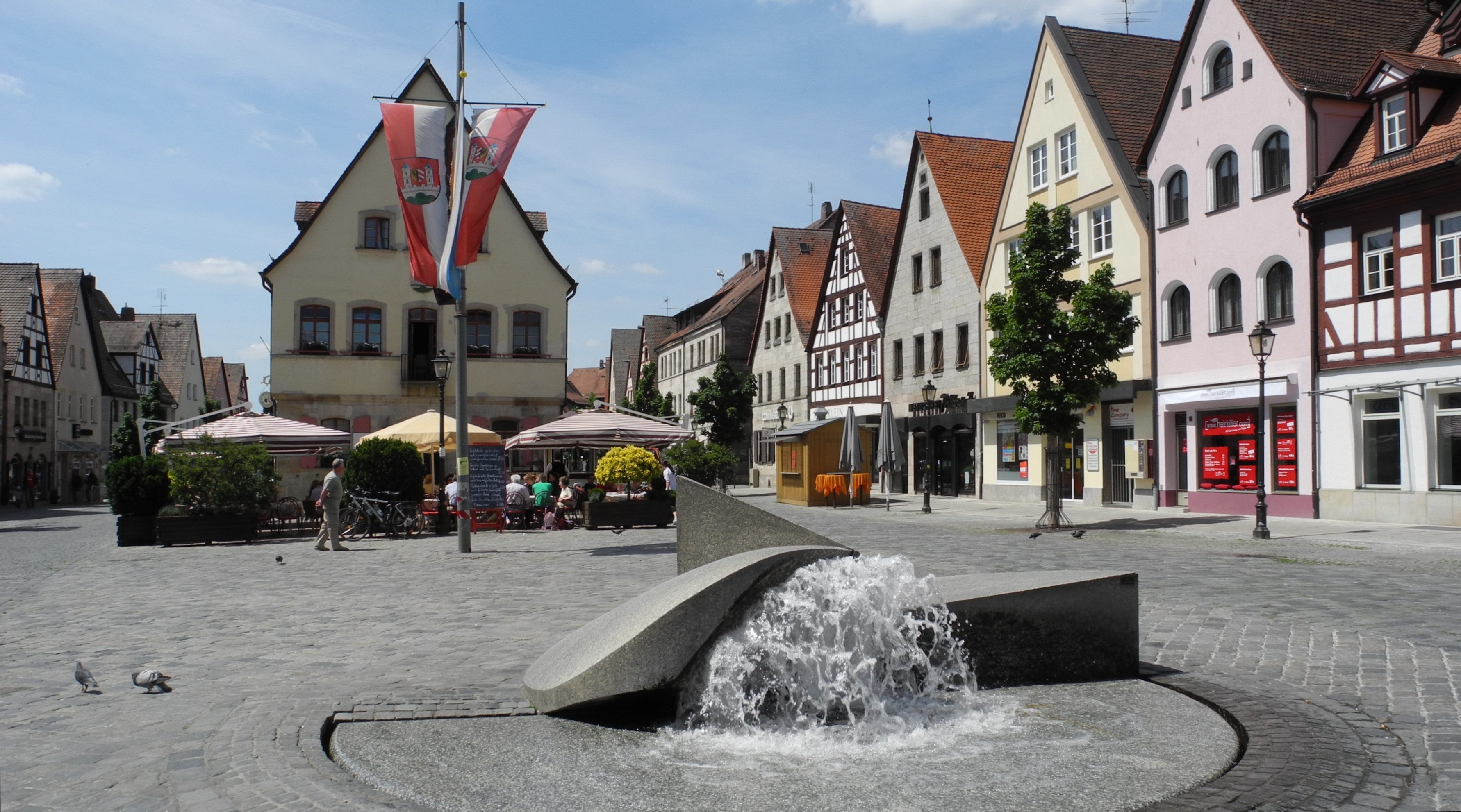
Marktplatz mit Altem Rathaus

## Geographie

### Gemeindegliederung
Die Gemeinde Lauf hat 29 Gemeindeteile (in Klammern ist der Siedlungstyp angegeben):
- Beerbach (Pfarrdorf)
- Bullach (Dorf)
- Dehnberg (Kirchdorf)
- Egelsee (Einöde)
- Gaisreuth (Einöde)
- Günthersbühl (Dorf)
- Heuchling (Dorf)
- Höflas (Dorf)
- Hub (Weiler)
- Kohlschlag (Einöde)
- Kotzenhof (Dorf)
- Kuhnhof (Dorf)
- Lauf (Hauptort)
- Letten (Dorf)
- Nessenmühle (Weiler)
- Neunhof (Kirchdorf)
- Nuschelberg (Dorf)
- Oedenberg (Dorf)
- Rudolfshof (Dorf)
- Sankt Kunigunda (Weiler)
- Schönberg (Pfarrdorf)
- Seiboldshof (Einöde)
- Simmelberg (Dorf)
- Simonshofen (Dorf)
- Tauchersreuth (Dorf)
- Veldershof (Weiler)
- Vogelhof (Dorf)
- Weigenhofen (Dorf)
- Wetzendorf (Dorf)

Der Weiler Ziegelhütte ist kein offizieller Gemeindeteil.
Es gibt auf dem Gemeindegebiet die Gemarkungen Beerbach, Bullach, Dehnberg, Günthersbühl, Heuchling, Lauf a.d.Pegnitz, Neunhof, Oedenberg, Schönberg (Gemarkungsteil 0), Simonshofen, Veldershof, Weigenhofen (Gemarkungsteil 0) und Wetzendorf (Gemarkungsteil 0). Die Gemarkung Lauf hat eine Fläche von 8,071 km². Sie ist in 6050 Flurstücke aufgeteilt, die eine durchschnittliche Flurstücksfläche von 1333,97 m² haben. In ihr liegt neben dem namensgebenden Ort der Gemeindeteil Sankt Kunigunda.

### Nachbargemeinden
Nachbargemeinden von Lauf sind (im Norden beginnend im Uhrzeigersinn): Eckental, Schnaittach, Neunkirchen am Sand, Ottensoos, Leinburg, Röthenbach an der Pegnitz, das gemeindefreie Gebiet Schönberg, nochmals Röthenbach, Rückersdorf, die gemeindefreien Gebiete Rückersdorfer Forst, Günthersbühler Forst und Geschaidt sowie Heroldsberg.

### Gewässer
Die Stadt wird im zentralen Stadtgebiet von Ost nach West von der namensgebenden Pegnitz durchflossen. Im westlichen Bereich fließt der Bitterbach, der die Bitterbachschlucht in den Burgsandstein in ein schmales Waldstück im Nordwesten des Stadtgebiets geschnitten hat. Der malerische Einschnitt wurde Anfang der 1950er Jahre der Öffentlichkeit zugänglich gemacht. Der markierte Weg entlang des Baches ist Teil des Geoökologischen Naturlehrpfades Bitterbachschlucht.

### Klima
Das Klima in Lauf an der Pegnitz ist gemäßigt und warm. Es gibt viel Niederschlag in Lauf an der Pegnitz, selbst im trockensten Monat. Die Klassifikation des Klimas lautet Cfb entsprechend der Klima-Klassen nach Köppen-Geiger. In Lauf an der Pegnitz herrscht im Jahresdurchschnitt einer Temperatur von 9,5 °C. 879 mm Niederschlag fallen innerhalb eines Jahres.
Mit 19,1 °C ist der Juli der wärmste Monat des Jahres. Mit 0,0 °C ist die Durchschnittstemperatur im Januar die niedrigste des ganzen Jahres.
|                        | Jan  | Feb  | Mär | Apr  | Mai  | Jun  | Jul  | Aug  | Sep  | Okt  | Nov | Dez  |   |      |
| Mittl. Temperatur (°C) | 0,0  | 0,7  | 4,6 | 9,5  | 13,8 | 17,3 | 19,1 | 18,8 | 14,5 | 9,8  | 4,7 | 1,3  | ⌀ | 9,6  |
| Mittl. Tagesmax. (°C)  | 2,6  | 4,3  | 8,9 | 14,3 | 18,3 | 21,7 | 23,5 | 23,2 | 18,7 | 13,6 | 7,5 | 3,5  | ⌀ | 13,4 |
| Mittl. Tagesmin. (°C)  | −2,4 | −2,5 | 0,7 | 4,7  | 9,1  | 12,5 | 14,4 | 14,2 | 10,5 | 6,6  | 2,4 | −0,8 | ⌀ | 5,8  |
|                        |      |      |     |      |      |      |      |      |      |      |     |      |   |      |
| Niederschlag (mm)      | 77   | 60   | 71  | 57   | 78   | 81   | 84   | 75   | 68   | 69   | 76  | 83   | Σ | 879  |
|                        |      |      |     |      |      |      |      |      |      |      |     |      |   |      |
| Sonnenstunden (h/d)    | 2,8  | 4,2  | 5,7 | 8,4  | 9,5  | 10,8 | 10,9 | 10,0 | 7,0  | 4,9  | 3,2 | 2,7  | ⌀ | 6,7  |
|                        |      |      |     |      |      |      |      |      |      |      |     |      |   |      |
| Regentage (d)          | 10   | 8    | 10  | 9    | 9    | 9    | 10   | 9    | 8    | 9    | 9   | 11   | Σ | 111  |

| −2,4 |

| −2,5 |

| 0,7 |

| 4,7 |

| 9,1 |

| 12,5 |

| 14,4 |

| 14,2 |

| 10,5 |

| 6,6 |

| 2,4 |

| −0,8 |

| −2,4 |

| −2,5 |

| 0,7 |

| 4,7 |

| 9,1 |

| 12,5 |

| 14,4 |

| 14,2 |

| 10,5 |

| 6,6 |

| 2,4 |

| −0,8 |

| N i e d e r s c h l a g | 77  | 60  | 71  | 57  | 78  | 81  | 84  | 75  | 68  | 69  | 76  | 83  |
|                         | Jan | Feb | Mär | Apr | Mai | Jun | Jul | Aug | Sep | Okt | Nov | Dez |

## Geschichte

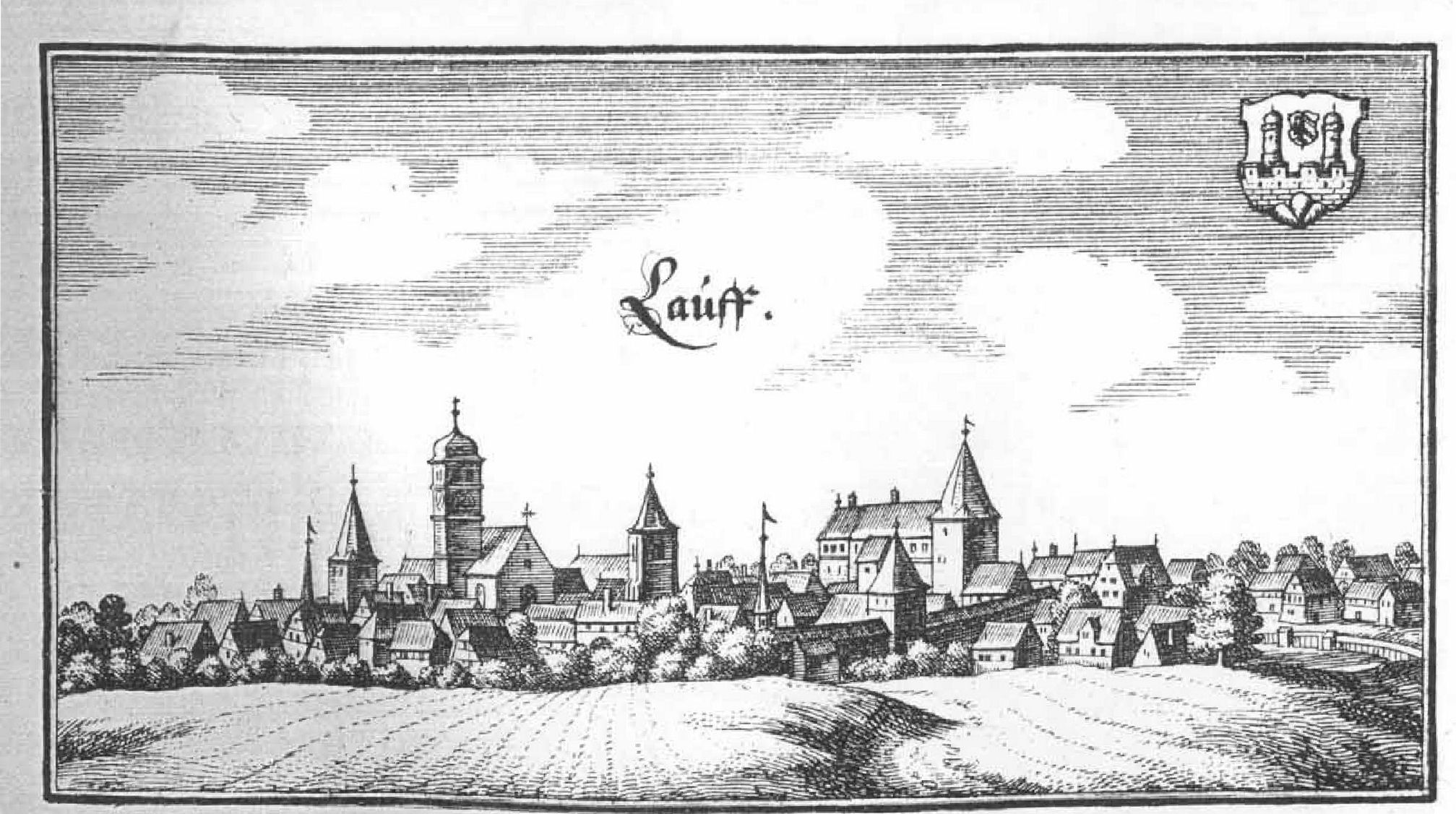
Ansicht von Mathäus Merian (um 1648)

### Bis zum 19. Jahrhundert

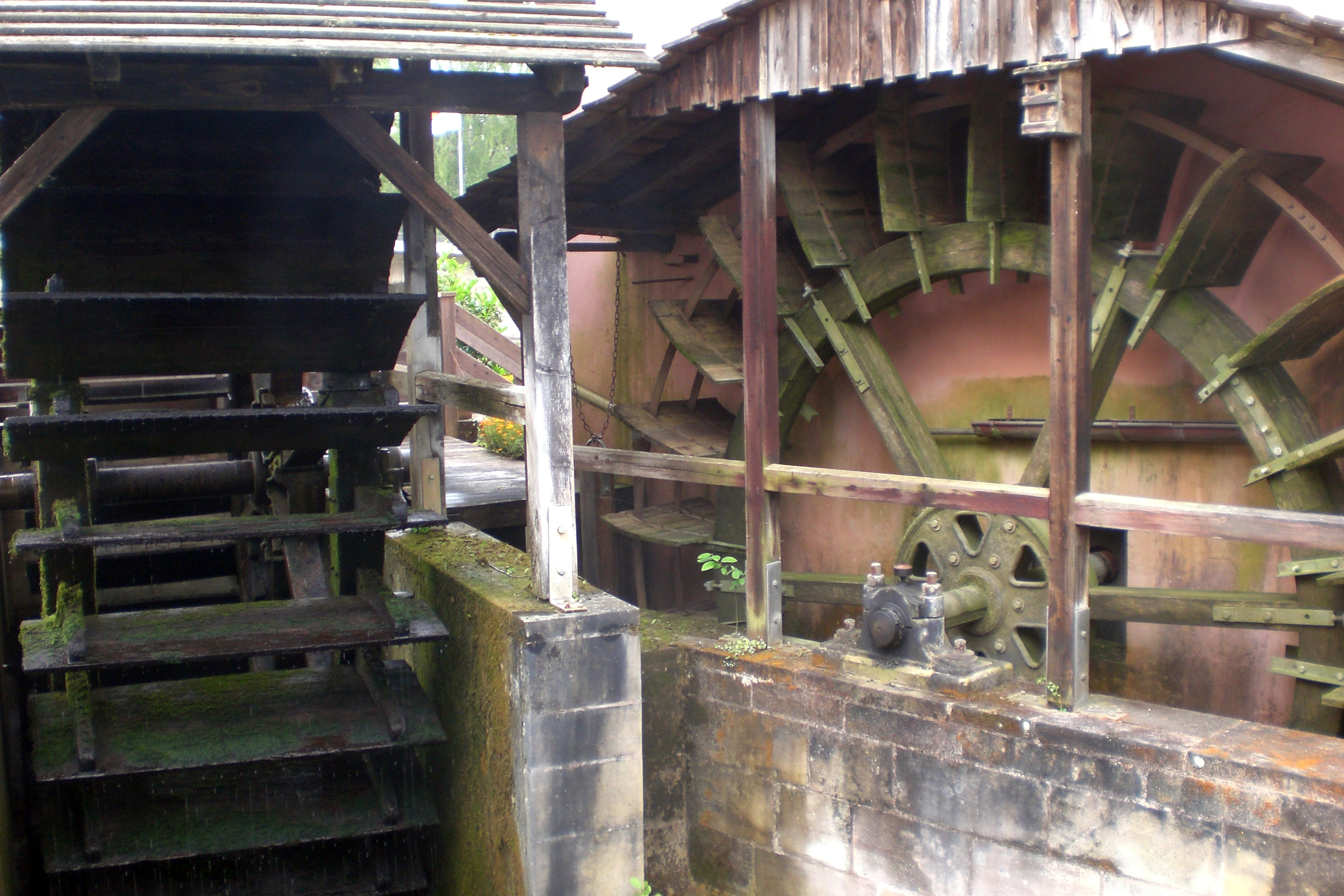
Mühlrad (2024)

Bereits vor der Stadtgründung wurden an der dort mit stärkerem Gefälle fließenden Pegnitz mehrere Mühlen errichtet. Die im 11. Jahrhundert entstandene Siedlung wurde unter Kaiser Karl IV. als Teil seines neuböhmischen Territoriums im Jahr 1355 zur Stadt erhoben. Er ließ auch, wahrscheinlich auf staufischen Fundamenten, auf einer vorgelagerten Pegnitzinsel das Wenzelschloss mit seinem einzigartigen Wappensaal erbauen.
Nach dem Zusammenbruch der neuböhmischen Herrschaft kam Lauf als bayerisches Amt unter die Herrschaft der Landshuter Linie des Hauses Wittelsbach. Im Jahre 1504, in der Zeit des Landshuter Erbfolgekrieges, konnte sich die Reichsstadt Nürnberg als Verbündeter der Münchner Linie der Wittelsbacher anschließend die Herrschaft über Lauf sichern. Im Zweiten Markgrafenkrieg wurde Lauf durch Truppen des Markgrafen von Brandenburg-Kulmbach Albrecht Alcibiades zweimal erobert und am 3. Juni 1553 in Brand gesteckt. Im Jahre 1806 kam Lauf zum neuen Königreich Bayern und wurde zum Sitz verschiedener Ämter und Gerichte.
Die Stadt war bereits in vorindustrieller Zeit wirtschaftlich bedeutend. So befanden sich an der Pegnitz neben Mühlen auch Hammerwerke. Im 16. Jahrhundert war das Hammerwerk im Besitz von Heinrich Ayrer (1481–1554), der die Fabrik 1534 verkaufte. Etwa ab 1870 erfolgte die Industrialisierung in Lauf.

### 20. Jahrhundert
Im Rahmen der Gebietsreform vergrößerte sich die Stadt durch Eingemeindungen. Lauf ist heute die größte Gemeinde und Kreissitz des seit 1972 entstandenen stark vergrößerten Landkreises Nürnberger Land. Zuvor war Lauf Kreissitz des Landkreises Lauf an der Pegnitz.

### Name
Nachdem der offizielle Ortsname 1938 von Lauf auf Lauf (Pegnitz) geändert worden war, wurde am 13. Februar 1962 der heutige gültige Ortsname Lauf an der Pegnitz (amtlich: Lauf a. d. Pegnitz) festgelegt.

### Eingemeindungen
- Beerbach mit Tauchersreuth (1. Juli 1976)[15]
- Bullach (1. Januar 1974)[15]
- Dehnberg (1. Januar 1977)[15]
- Günthersbühl mit Nuschelberg (1. Juli 1971)[16]
- Heuchling (1. Mai 1978)[15]
- Neunhof (1. Juli 1972)[16]
- Oedenberg mit Simmelberg (1. Juli 1971)[16]
- Schönberg (1. Juli 1972)[16]
- Simonshofen (1. Januar 1973)[15]
- Veldershof (1. Juni 1927)[16]
- Weigenhofen mit Kohlschlag (1. Juli 1972)[16]
- Wetzendorf (1. Januar 1972)[16]

### Einwohnerentwicklung
Im Jahr 2003 lebten 26.070 Menschen in Lauf, 2018 waren es 26.515.
Zwischen 1988 und 2018 wuchs die Stadt von 22.593 auf 26.515 um 3922 Einwohner bzw. um 17,4 %.

### Konfessionsstatistik
Gemäß dem Zensus 2011 waren 43,8 % der Einwohner evangelisch, 24,6 % römisch-katholisch und 31,6 % waren konfessionslos, gehörten einer anderen Religionsgemeinschaft an oder machten keine Angabe.
Am 31. Dezember 2018 waren von den Einwohnern 22 % katholisch, 39 % evangelisch und auch 39 % gehörten anderen oder keiner Religionsgemeinschaft an.

## Politik

### Stadtrat
Der Stadtrat setzt sich aus 30 Stadträten und dem Ersten Bürgermeister zusammen.
|      | CSU | SPD | FW | GRÜNE | FDP | Linke | Gesamt   |
| 2002 | 14  | 8   | 5  | 2     | 1   |       | 30 Sitze |
| 2008 | 11  | 7   | 6  | 5     | 1   |       | 30 Sitze |
| 2014 | 9   | 7   | 6  | 7     | 1   |       | 30 Sitze |
| 2020 | 8   | 4   | 7  | 9     | 1   | 1     | 30 Sitze |

(Stand: Kommunalwahl im März 2020)

### Bürgermeister
Erster Bürgermeister ist seit dem 1. Mai 2020 Thomas Lang (FW). Gewählt wurde er in einer Stichwahl am 29. März 2020. Sein Vorgänger Benedikt Bisping war von 2008 bis 2020 der erste Bürgermeister einer bayerischen Kreisstadt, den die Grünen stellten. Er hatte die Stichwahl Ende März 2020 mit rund 48,2 % der Stimmen gegen Lang verloren.
Zweite Bürgermeisterin ist Nina Bezold (CSU) und Dritter Bürgermeister ist Alexander Horlamus (SPD).

### Wappen
| Wappen der Stadt Lauf an der Pegnitz | Blasonierung: „In Rot über grünem Dreiberg eine silberne Burg mit Zinnenmauer und zwei Zinnentürmen mit blauen Spitzdächern, dazwischen schwebend ein gespaltener Schild; darin vorne in Gold ein halber, rot gezungter schwarzer Adler am Spalt, hinten fünfmal schräg geteilt von Rot und Silber.“ |
| Wappen der Stadt Lauf an der Pegnitz | Wappenbegründung: Das älteste Siegel der Stadt Lauf stammt aus der Mitte des 14. Jahrhunderts. Es zeigt zwei Türme und die Stadtmauer und dazwischen das kleine Wappen der Könige von Böhmen, denen die Stadt zu jener Zeit gehörte. Seitdem blieb diese Zusammenstellung die gleiche, nur das kleine Wappen wurde durch die Wappen der neuen Herrscher ersetzt. Als im Jahre 1473 die Herzöge von Bayern die Stadt erwarben, wurde der böhmische Löwe durch die Rauten der Familie Wittelsbach ersetzt. 1504 wurde Lauf Eigentum der Stadt Nürnberg. Seitdem steht das kleine Nürnberger Wappen im Schild. |

### Partnergemeinde und Partnerstädte
Lauf unterhält Partnerschaften mit dem französischen Brive-la-Gaillarde, dem schwedischen Nyköping, dem griechischen Drama und dem oberpfälzischen Tirschenreuth. Des Weiteren verbindet seit dem Jahr 2015 die Städte Lauf und Loket ein Memorandum zum Austausch und zur kulturellen Zusammenarbeit.

## Kultur und Sehenswürdigkeiten

### Theater und Museen

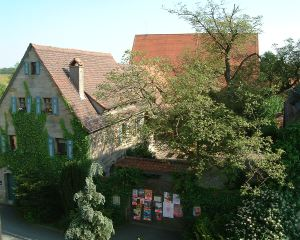
Dehnberger Hof Theater

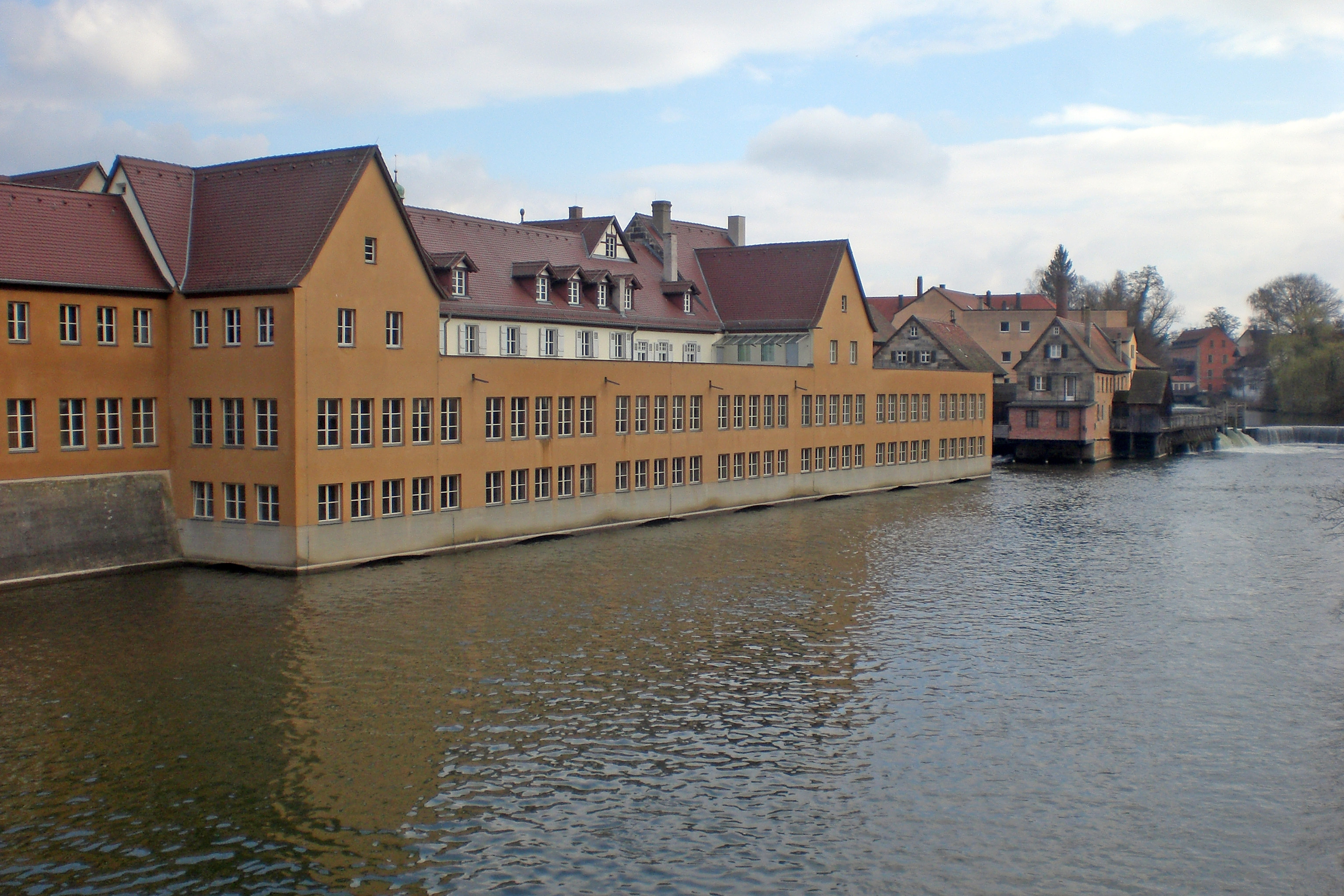
Industriemuseum (2024)

Im Gemeindeteil Dehnberg befindet sich in einem alten Hopfenbauerngehöft das Dehnberger Hof Theater. Im aufwändig sanierten Anwesen werden Eigenproduktionen, aber auch Gastspiele nationaler Bühnengrößen aufgeführt. Zudem finden dort Konzerte aus Klassik, Jazz und anderen Sparten statt. Neben dieser Spielstätte gibt es mit der Glückserei ein kleines Theater am Marktplatz, das zahlreiche Eigenproduktionen anbietet.
Unterhalb der Altstadt wurde das Industriemuseum Lauf eingerichtet, welches das Leben und Arbeiten städtischer Arbeiter und Handwerker von etwa 1890 bis etwa 1970 zeigt.

### Bauwerke
Im Bereich des historischen Marktplatzes sind die beiden Stadttore sehr gut erhalten, wie auch einige schön renovierte Fachwerkhäuser und das alte Rathaus. Weithin sichtbar ist der Kirchturm der Johanniskirche, die sich ebenfalls im Inneren der historischen Altstadt befindet. Bemerkenswert sind zudem einzelne Seitengassen mit Fachwerkensembles, Mühlen, Judenturm und Resten der ehemaligen Stadtmauer, sowie Teile des ehemaligen Spitals mit Kirchenruine aus dem 14. Jahrhundert. Unter den meisten Anwesen des Marktplatzes wurden Felsenkeller angelegt. Diese gehen bis ins 15. Jahrhundert zurück und wurden zunächst als Schutzräume und später als Lager- und Bierkeller genutzt. Nach dem Zweiten Weltkrieg gerieten sie in Vergessenheit, bis sie gegen Ende des 20. Jahrhunderts durch engagierte Besitzer in Zusammenarbeit mit der Stadt und dem Verein Altstadtfreunde Lauf hergerichtet wurden. Der Verein veranstaltet auf Anfrage Führungen durch diese Keller.
Das Wenzelschloss, eine auf einer Insel im Fluss gelegene Wasserburg, errichtete Karl IV. von 1356 bis 1360 als Zwischenstation der Goldenen Straße zwischen Nürnberg und Prag. Die Anlage erhebt sich über einem leicht verzogenen Dreiecksgrundriss.
Eine technische Besonderheit stellt die historische Wasserversorgung dar, die 1907 im Gemeindeteil Tauchersreuth erbaut wurde.

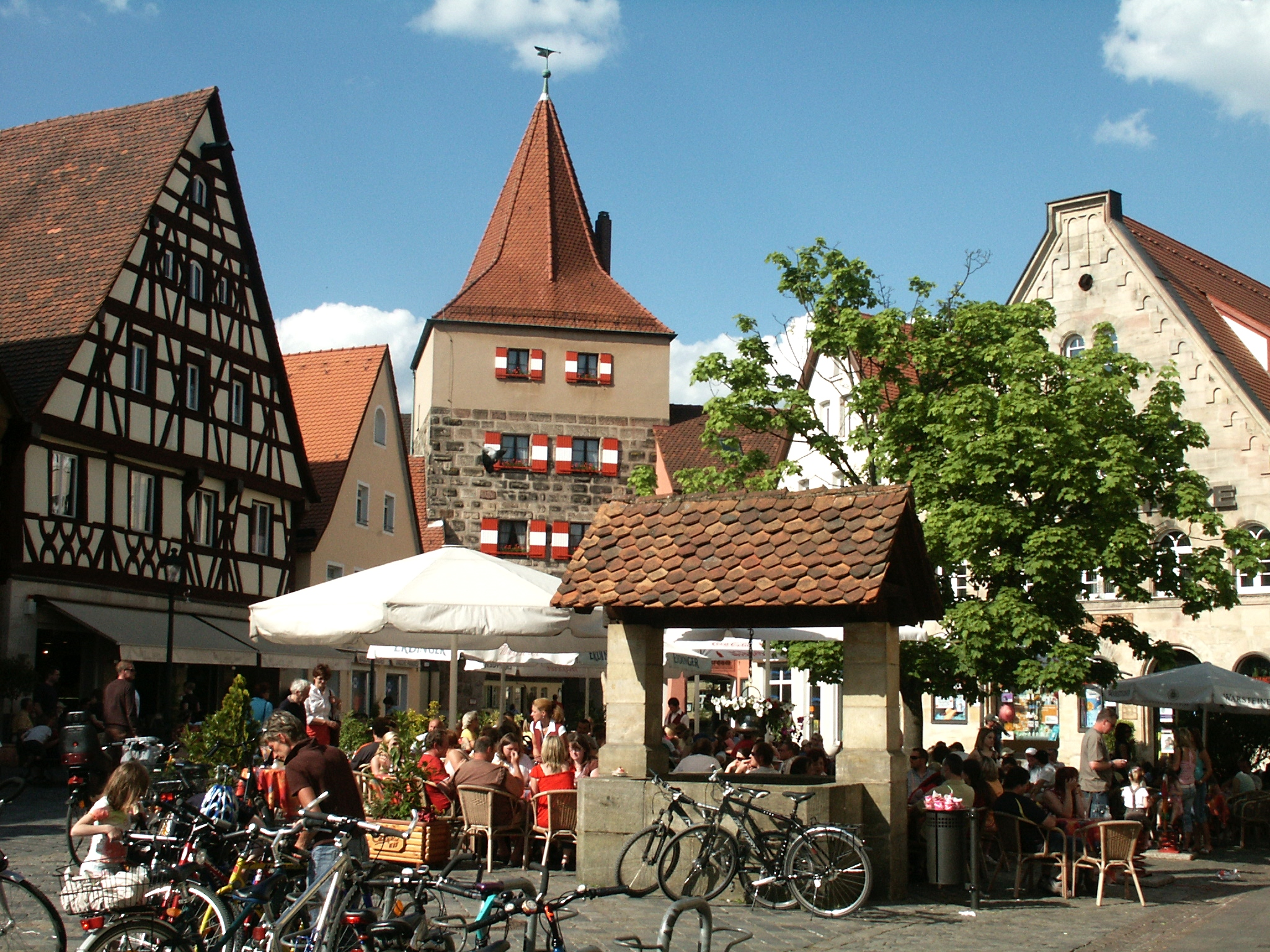
Marktplatz mit dem Hersbrucker Tor im Hintergrund
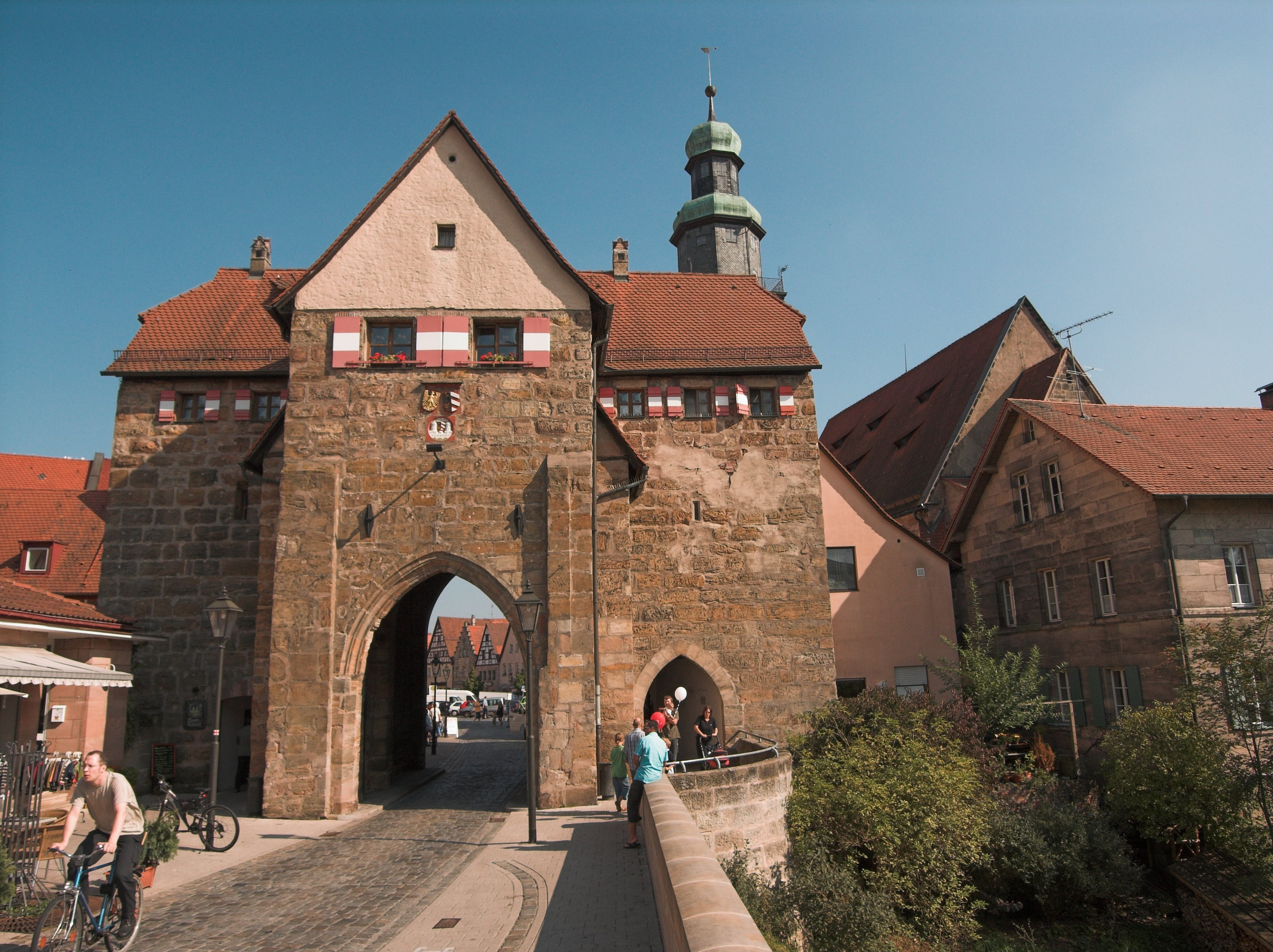
Nürnberger Tor am Rande der historischen Altstadt
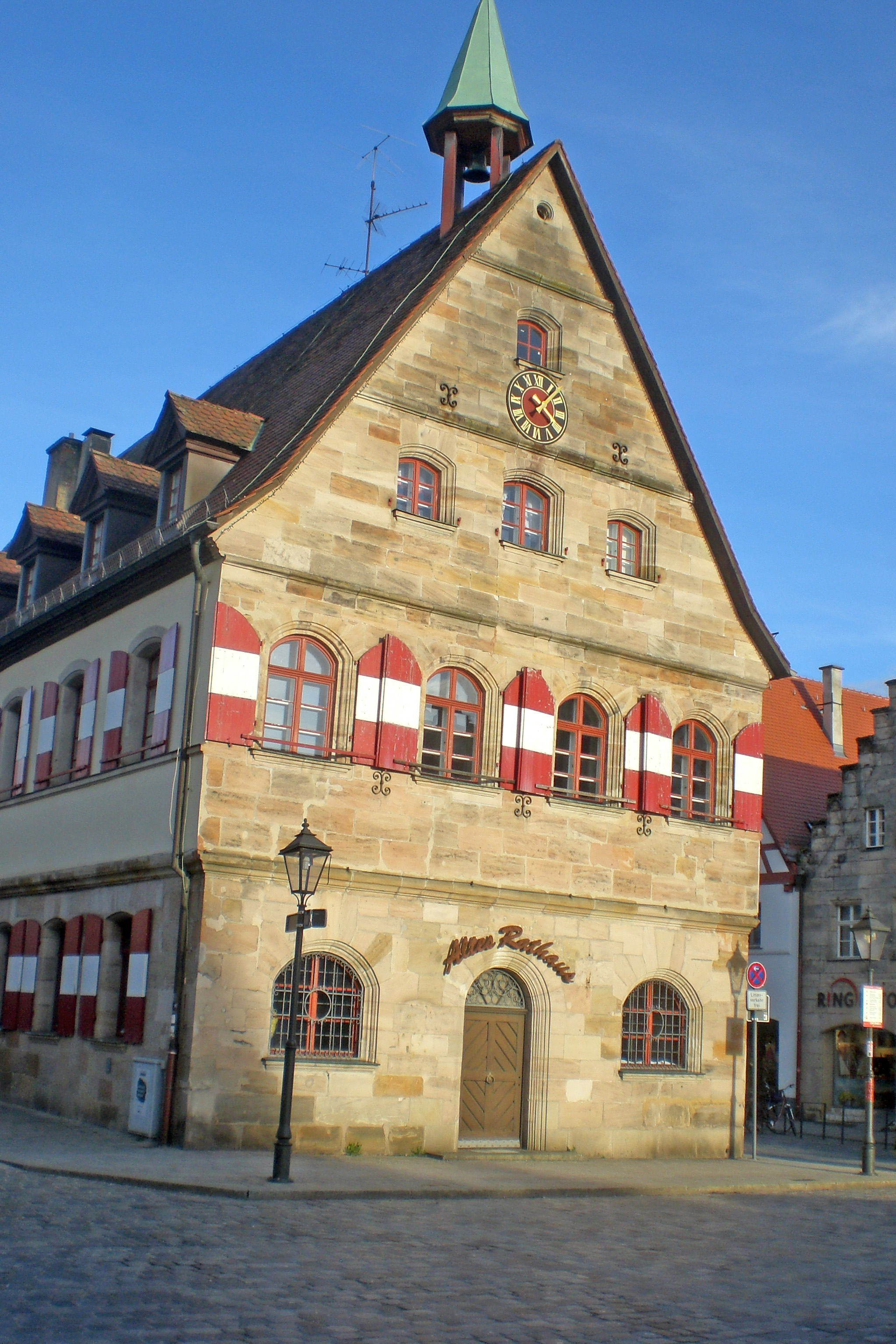
Altes Rathaus am Marktplatz (2024)
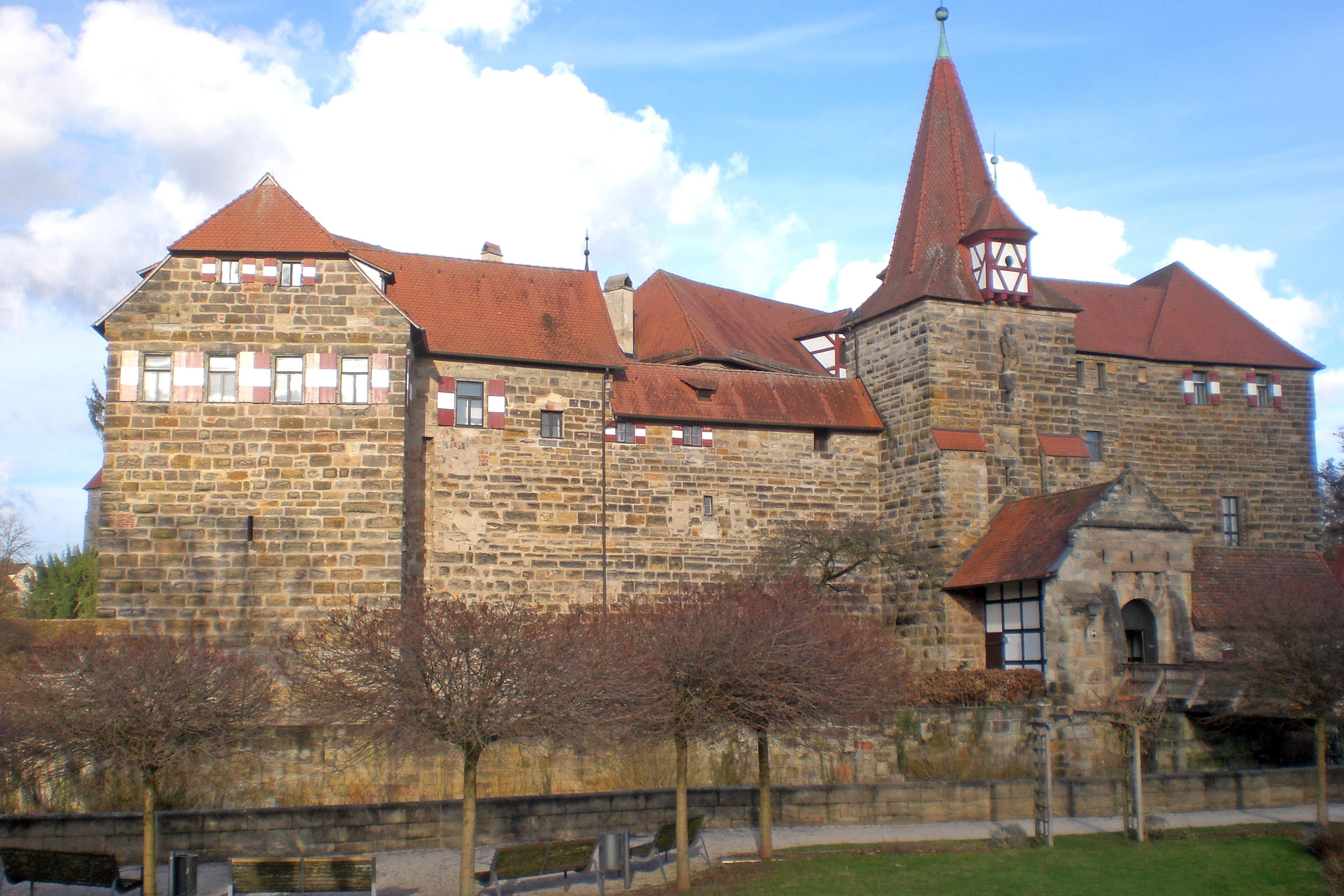
Wenzelschloss an der Pegnitz (2024)
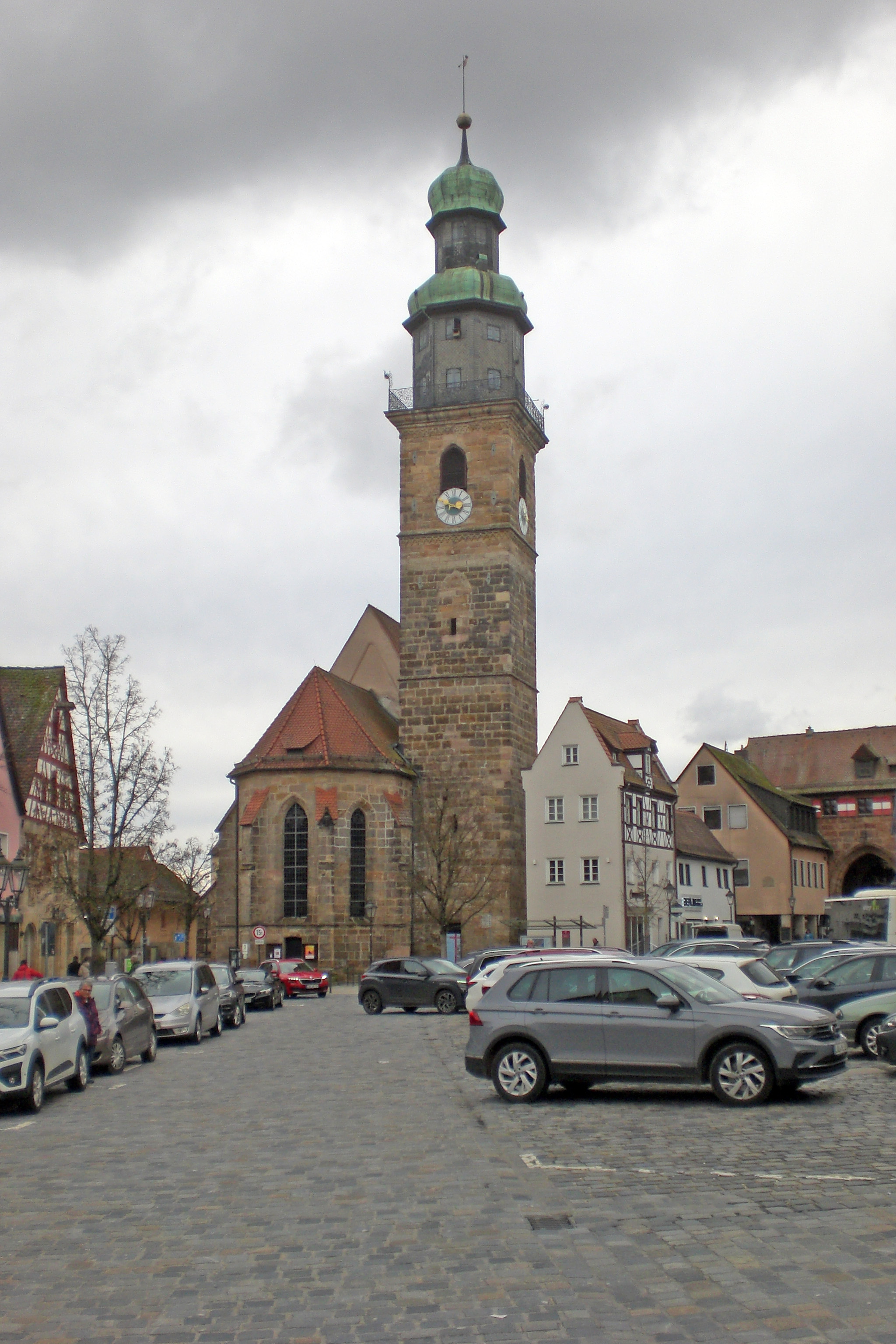
St. Johannis (2024)

### Regelmäßige Veranstaltungen
Am letzten Juniwochenende findet rund um den Marktplatz das Laufer Altstadtfest mit einem umfangreichen musikalischen und kulinarischen Angebot statt, eine Woche später folgt mit dem Kunigundenfest eine für die Region besondere Kirchweih. Höhepunkte sind der Festumzug und eine Aufführung von Schülern der Laufer Schulen auf dem Kunigundenberg am Sonntag und Montag sowie das Feuerwerk zum Abschluss der Kirchweih am Dienstag. Die Ursprünge dieses Festes reichen bis in das 15. Jahrhundert zurück.
Mitte September findet die Hämmernkirchweih mit dem „Rußigen-Aidt“ vor dem Wenzelschloss statt, die von der Marchingband des TSV Lauf ausgerichtet wird.

## Wirtschaft und Infrastruktur

### Unternehmen
Ein wichtiger Wirtschaftszweig in Lauf ist die Herstellung von technischer Keramik. Mehrere Unternehmen von überregionaler Bedeutung sind im Stadtgebiet ansässig, so zum Beispiel CeramTec oder die Firma Sembach.
Weitere bedeutende Arbeitgeber in Lauf sind die Unternehmen EMUGE-Werk Richard Glimpel GmbH (Hersteller von Gewindebohrern und Fräswerkzeugen), EuWe Eugen Wexler (Hersteller von High-Tech Spritzguss-Bauteilen im Automotivebereich), Tadano Faun (Hersteller von Mobilkranen) sowie Thomas Sabo (Händler mit Schmuck, Uhren und Parfum).

### Medien
- Pegnitz-Zeitung
- Mitteilungsblatt für die Stadt Lauf
- Pegnitztaler Wochenblatt

### Bildung

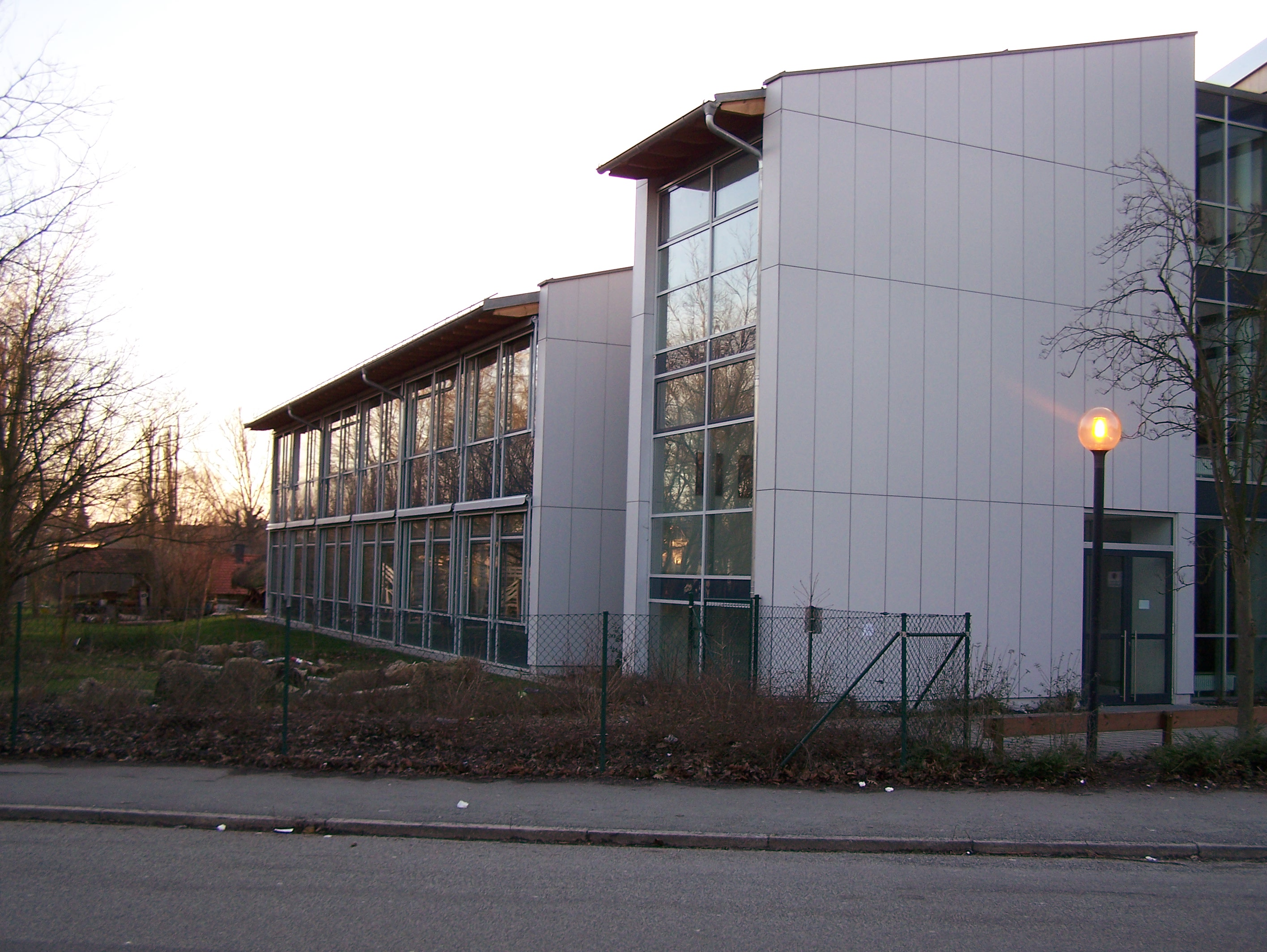
Christoph-Jacob-Treu-Gymnasium (E-Trakt)

Neben fünf Grundschulen und zwei Mittelschulen verfügt die Stadt über eine Realschule (Oskar-Sembach-Realschule) und ein Gymnasium (Christoph-Jacob-Treu-Gymnasium).
Ebenfalls zum Bildungsangebot gehören eine Montessori-Schule, eine dreistufige Wirtschaftsschule, die Berufsschule Nürnberger Land, die Fachoberschule Nürnberger Land sowie eine Berufsfachschule für Notfallsanitäter. Die Volkshochschule Unteres Pegnitztal, die größte Bildungseinrichtung im Nürnberger Land, hat ihren Sitz in Lauf an der Pegnitz.
Spezielle Fördermöglichkeiten bieten die Richard-Glimpel-Schule (sonderpädagogisches Förderzentrum) und die Dr. Bernhard Leniger Schule (Förderzentrum der Lebenshilfe für Menschen mit Behinderung, Kreisvereinigung Nürnberger Land e. V. mit dem Schwerpunkt auf geistige Entwicklung).

### Verkehr
Seit dem Beitritt zum Verkehrsverbund Großraum Nürnberg hat Lauf drei Bahnstationen: Der Bahnhof Lauf (links Pegnitz) wurde 1859 von der AG der Bayerischen Ostbahnen im Verlauf der Eisenbahnstrecke von Nürnberg über Amberg und Schwandorf nach Regensburg eröffnet. 1877 kam auf der rechten Seite der Pegnitz der Bahnhof Lauf (rechts Pegnitz) an der Strecke über Schnabelwaid nach Bayreuth und Richtung Marktredwitz und Eger dazu. Mit der Eröffnung der S-Bahn Nürnberg 1987 entstand an der „linken Pegnitzstrecke“ der Haltepunkt Lauf West. Seit Dezember 2010 verkehrt die S-Bahn Nürnberg. Die S-Bahn-Linie 2 fährt sowohl über Hersbruck (links Pegnitz) nach Hartmannshof als auch über Nürnberg Hbf nach Roth. Bis zum Fahrplanwechsel im Dezember 2023 fuhr hier die S1 nach Bamberg und Hartmannshof
| Linie | Verlauf | Takt |
| ----- | --- | --- |
| S2    | Roth – Büchenbach – Rednitzhembach – Schwabach – Schwabach-Limbach – Katzwang – Reichelsdorfer Keller – Nürnberg-Reichelsdorf – Nürnberg-Eibach – Nürnberg-Sandreuth – Nürnberg-Steinbühl – Nürnberg Hbf – Nürnberg-Dürrenhof – Nürnberg Ostring – Nürnberg-Mögeldorf – Nürnberg-Rehhof – Nürnberg-Laufamholz – Schwaig – Röthenbach (Pegnitz) – Röthenbach-Steinberg – Röthenbach-Seespitze – Lauf West – Lauf (links Pegnitz) – Ottensoos – Henfenfeld – Hersbruck (links Pegnitz) – Happurg – Pommelsbrunn – Hartmannshof Stand: Fahrplanwechsel Dezember 2023 | 20/40 min (Roth–Schwabach) 20 min (Schwabach–Lauf) 20/40 min (Lauf–Hersbruck) 60 min (Hersbruck–Hartmannshof) |

Der Bahnhof rechts der Pegnitz ist Haltepunkt der Regionalbahnen RB 30 nach Neuhaus (Pegnitz) und RB 31 nach Simmelsdorf-Hüttenbach. Die „rechte Pegnitzstrecke“ ist bislang noch nicht elektrifiziert. Gemäß Verkehrsinvestitionsbericht 2012 ist eine Elektrifizierung geplant, allerdings ohne konkrete zeitliche Angabe.
Neben dem Bahnanschluss verfügt Lauf über mehrere Stadtbuslinien, die alle Gemeindeteile mit der Innenstadt und den Bahnhöfen verbinden.
Mit den Autobahnanschlussstellen Lauf/Hersbruck und Lauf der BAB 9 München – Nürnberg – Berlin ist die Stadt an das Fernstraßennetz angebunden. Die Anschlussstelle Lauf/Hersbruck (Nr. 49, früher Lauf-Nord) liegt etwa einen Kilometer östlich der Stadt. Die Anschlussstelle Lauf (Nr. 50, früher Lauf-Süd) befindet sich unmittelbar am Laufer Industriegebiet im südlichen Stadtgebiet. Die Strecke zwischen den beiden Anschlussstellen ist als Umgehung der Bundesstraße 14 Nürnberg – Hersbruck ausgeschildert und ersetzt die alte Ortsdurchfahrt Lauf im Zuge der B 14.
Durch Lauf an der Pegnitz führt der Fränkische Marienweg.

## Persönlichkeiten
- Liste der Träger der Goldenen Bürgermedaille der Stadt Lauf a.d. Pegnitz

### Söhne und Töchter der Stadt
- Sebastian Beer (1609–1659), Verwaltungsjurist und Mitglied der Fruchtbringenden Gesellschaft
- Johann Christoph Falckner (1629–1681), Rechtswissenschaftler
- Christoph Jacob Treu (1695–1769), Mediziner, Namensgeber des Gymnasiums
- August Alberti (1672–1738), lutherischer Theologe und Kirchenlieddichter
- Hermann Roesler (1834–1894), Nationalökonom
- Georg Barth (1875–nach 1944), Unternehmer, Chemiker und Hofrat
- Ludwig Wunder (1878–1949), Reformpädagoge
- Heinrich Rentsch (1897–1985), Landrat des Landkreises Lauf an der Pegnitz
- Martin Jellinghaus (* 1944), Leichtathlet und Olympiamedaillengewinner 1968 (4-mal-400-Meter-Staffel)
- Christian Nürnberger (* 1951), Publizist und Politiker
- Roland Brunner (* 1956), Brigadegeneral des Heeres und Geologe
- Marlene Mortler (* 1955), Politikerin (CSU), Mitglied des Bundestages
- Evelyn Schötz (* 1961), Pflegefachkraft und Politikerin
- Udo Hahn (* 1962), evangelisch-lutherischer Theologe, Pfarrer und Publizist
- Volker Drkosch (* 1969), Koch, mit einem Stern im Guide Michelin ausgezeichnet
- Timo Rost (* 1978), Fußballspieler
- Thomas Götzl (* 1990), finnisch-deutscher Fußballspieler
- Jan F. Brill (* 1991), Jazzmusiker
- Alexandra Mazzucco (* 1993), Handballspielerin
- Taliso Engel (* 2002), Para-Schwimmer

### Personen in Verbindung mit Lauf an der Pegnitz
- Manfred Neumann (1933–2016), ordentlicher Professor für Volkswirtschaft an der Universität Erlangen-Nürnberg, lebte in Lauf
- Martin Lauer (1937–2019), Leichtathlet und Olympiamedaillengewinner 1960 (4-mal-100-Meter-Staffel), geboren in Köln, lebte jahrzehntelang in Lauf
- Matthias Egersdörfer (* 1969), Kabarettist und Schauspieler, wuchs in Lauf auf[28]
- Veniamin Symeonidis (* 1963), griechischer Dartspieler, lebt in Lauf[29]
- Rudolf Zitzmann (1898–1990), Inhaber des Laufer Rudolf-Zitzmann-Verlags, Anhänger der Freiwirtschaftslehre Silvio Gesells und Verfolgter des Naziregimes

Ein bekanntes Original der Stadt ist Es Bimbela vo Laff. Seine Lebensdaten sind nicht bekannt, er erscheint seit dem frühen 19. Jahrhundert in Redewendungen und Liedern. Zugeschrieben wird ihm eine schelmenhafte und schlampige Wesensart, bisweilen scherzhaft auf die übrigen Laufer übertragen.